# Kašny na náměstí Republiky v Plzni
Kašny na náměstí Republiky v Plzni leží ve třech rozích náměstí Republiky, ve čtvrtém se nachází morový sloup. Autorem kašen je architekt Ondřej Císler, jehož návrh byl vybrán v architektonické soutěži ze 42 návrhů. Na realizaci se podíleli Pavel Hošek, David Blahout, Jakub Vlček, Juraj Smoleň, Ondřej Dušek a Michal Blažek. Slavnostně byly uvedeny do provozu 29. července 2010. Kašny znázorňují chrtici, anděla a velblouda z plzeňského městského znaku. Chrliče jsou z bronzu pokrytého plátkovým zlatem; nádoby, do nichž padá voda, jsou z černé žuly.

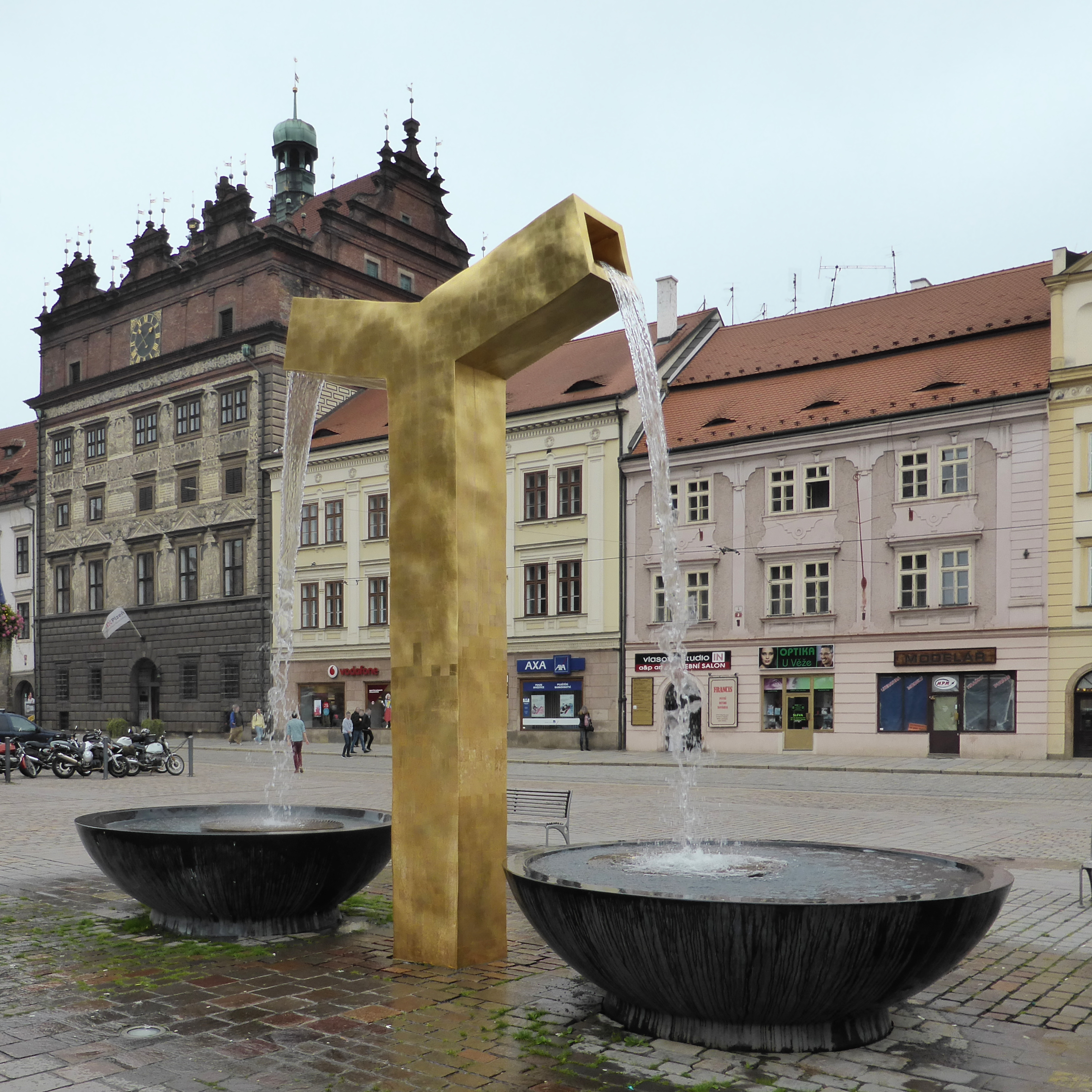
Kašna znázorňující anděla v severovýchodním rohu náměstí
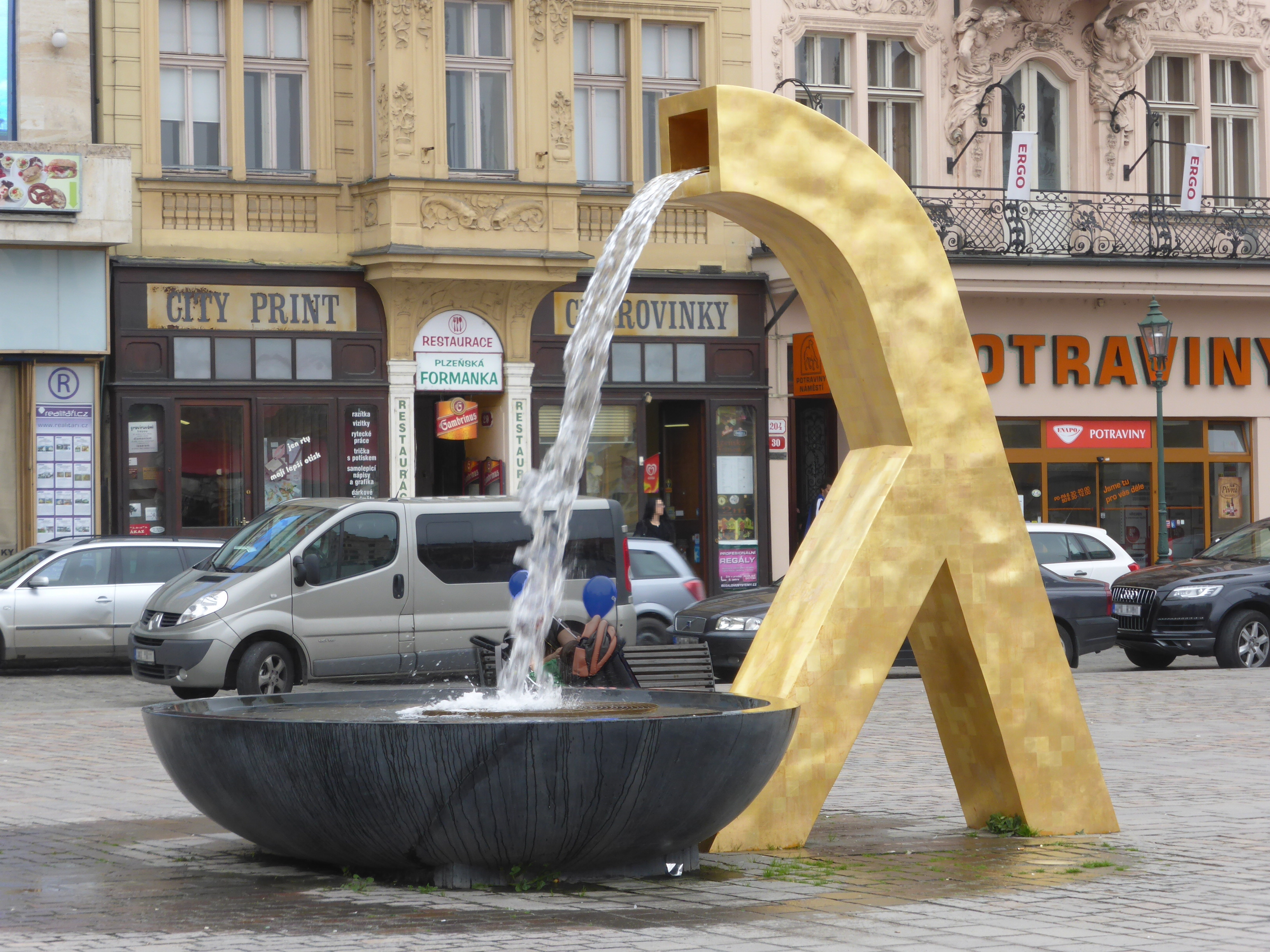
Kašna znázorňující chrtici v jihozápadním rohu náměstí
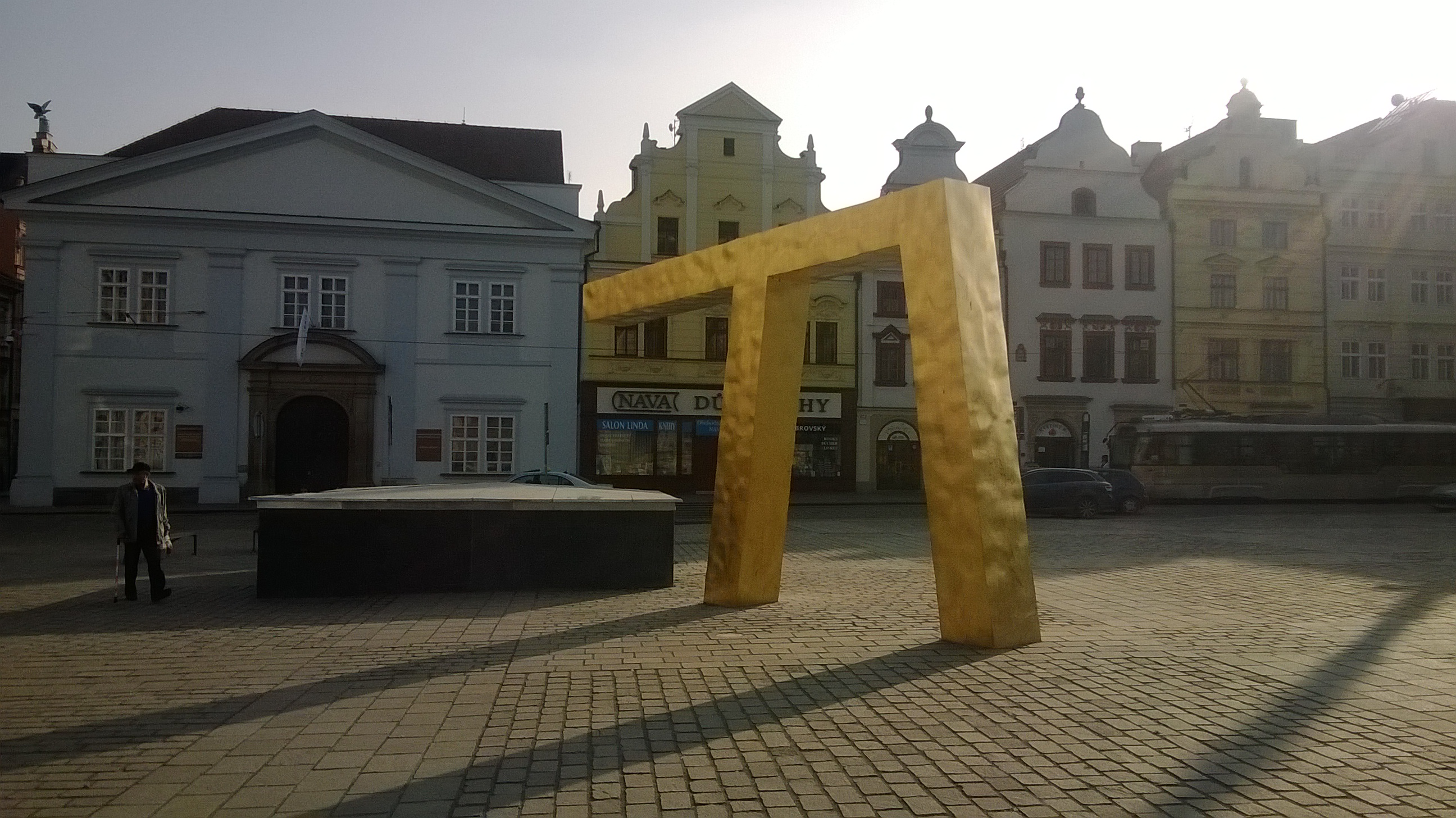
Kašna znázorňující velblouda v jihovýchodním rohu náměstí